# Janina Dąbrowska (lekarka)
Janina Dąbrowska (ur. 18 stycznia 1890 w Łucku, zm. 7 lipca 1987) – polska lekarka i uczona, specjalistka patomorfologii i anatomopatologii. Profesor nauk medycznych związana z Uniwersytetem Warszawskim i Akademii Medycznej w Warszawie.

## Życiorys
W 1907 ukończyła 7-klasowe Gimnazjum Maryjne Żeńskie w Żytomierzu. W 1908 zdała maturę w I Gimnazjum Męskim w tym mieście. W maju 1914 uzyskała dyplom lekarza w Żeńskim Instytucie Medycznym w Petersburgu. W okresie studiów praktykowała w szpitalu w Żytomierzu oraz Szpitalu Przemienienia Pańskiego w Warszawie. W latach 1915–1917 pracowała w Petersburgu jako pediatra i internista, w tym w przytułkach Polskiego Towarzystwa Pomocy Ofiarom Wojny. W 1915 była również ordynatorką oddziału chorób wewnętrznych szpitala polowego armii rosyjskiej pod Kownem. Po rewolucji październikowej pracowała w laboratorium diagnostycznym w Petersburgu.
Od lutego 1919 była pracownikiem Zakładu Anatomii Patologicznej Wydziału Lekarskiego Uniwersytetu Warszawskiego. W 1921 obroniła doktorat z medycyny na podstawie pracy Badania nad znaczeniem nadnerczy w powstawaniu miażdżycy. W latach 1925–1937 prowadziła wykłady z anatomii patologicznej i patologii ogólnej w Państwowym Instytucie Dentystycznym w Warszawie (od 1933 - Akademia Stomatologiczna). Pełniła także funkcję kierowniczki pracowni i zakładu anatomii patologicznej w Szpitalu Przemienienia Pańskiego.
W okresie II wojny światowej prowadziła nauczanie z histopatologii i anatomopatologii w Prywatnej Szkoły Zawodowej dla Pomocniczego Personelu Sanitarnego doc. Jana Zaorskiego oraz na tajnych kompletach Uniwersytetu Warszawskiego i Uniwersytetu Ziem Zachodnich. W 1944 była więziona przez 6 tygodni na Pawiaku. Odniosła rany głowy i prawej stopy podczas ostrzału Szpitala Przemienienia Pańskiego w czasie powstania warszawskiego.
Od grudnia 1944 brała udział w odtwarzaniu jawnego Wydziału Lekarskiego Uniwersytetu Warszawskiego. W 1945 habilitowała się, w 1950 została docentem anatomii patologicznej Wydziału Lekarskiego UW, 30 czerwca 1954 otrzymała tytuł profesora nadzwyczajnego nauk medycznych. Od stycznia 1954 do października 1955 pełniła obowiązki prorektora Akademii Medycznej do spraw dydaktyki, w latach 1959–1960 - kierownika Zakładu Anatomii Patologicznej AM. Przeszła na emeryturę w 1961. Do 1983 pracowała jako konsultantka w Zakładzie Anatomii Patologicznej Szpitala Praskiego. Należała do Polskiego Towarzystwa Lekarskiego (od 1920), Polskiego Towarzystwa Anatomicznego i Polskiego Towarzystwa Anatomopatologów (członek założyciel w 1957 i honorowy). 
Pochowana na cmentarzu Powązkowskim (kwatera 83-5-9).

## Ordery i odznaczenia
- Order Sztandaru Pracy I klasy (1960)[4]
- Medal 10-lecia Polski Ludowej (13 stycznia 1955)[5]